# 軸索誘導
軸索誘導（じくさくゆうどう、英: Axon guidance）は、神経系の発生段階において、正しい神経回路形成を行うのに重要なプロセスである。神経細胞から伸びた軸索は、神経結合を成立させる標的細胞付近まで適切に伸長しなければならない。この間、たとえば脳の神経細胞ではせいぜい数ミリから数センチ程度でよいが、脊髄の運動神経などの場合、脊髄後根神経節に位置する細胞体から指先の筋肉の運動神経終板まで、ヒトでは1m近く、他の大型哺乳類では数メートルにも及ぶ距離を、適切に誘導されなければならない。この誘導を軸索誘導Axon guidance（軸索ガイダンス）という。
軸索誘導には、
1. 足場の接着を促進する分子やキューによる方法
2. 接着を阻止する分子による方法
3. 軸索を呼び寄せる液性分子による方法
4. 軸索伸長を排除する液性分子による方法

の4種類の方法がある。

## 軸索誘導を制御する分子
ネトリン(Netrin)
軸索伸長を誘引する効果を持つ事で有名。ネトリン固有のレセプターとしてDCCとUnc5の二種類が知られている。
セマフォリン(Semaphorin)
セマフォリンは軸索伸長を反発する効果を持つ事で有名。現在までに20種類以上の分子が同定され、巨大なファミリーを作っている。分泌型・細胞膜貫通型・細胞膜結合型などがあり、構造類似性により8種類に分類されている。レセプターとしてニューロピリンとプレキシンの二種類が知られている。
エフリン(Ephrin)
軸索伸長を反発する効果を持つ事で有名。細胞膜結合型はAファミリーに属し、細胞膜貫通型はBファミリーに属す。レセプターとしてEphファミリーが知られている。エフリンは近年毛髪促進効果がある事がライオンにより発見された。
スリット(Slit)
軸索伸長を反発する効果を持つ事で有名。レセプターにRoundabout(Robo)がある。名称はショウジョウバエの変異体の表現型に由来する。